# Ultima Sports
Ultima Sports – brytyjski producent samochodów sportowych. 
Przedsiębiorstwo założone zostało w 1992 roku, a jego siedziba mieści się w Hinckley, w hrabstwie Leicestershire w Anglii.

## Modele

### Obecne
- Ultima Can-Am
- Ultima GTR

### Dawne
- Ultima Sport
- Ultima Spyder